# Danmarks ambassade i Berlin
Danmarks ambassade i Berlin er den officielle repræsentation af Danmark i Tyskland. Derudover er ambassaden ansvarlig for Schweiz og Liechtenstein. Ambassaden blev genåbnet i 1949 efter anden verdenskrig, og siden da har den spillet en vigtig rolle i at fremme samarbejdet mellem Danmark og Tyskland i politiske, økonomiske og kulturelle spørgsmål. Ambassaden er beliggende i den tyske hovedstad Berlin og ledes af en ambassadør, der er udnævnt af den danske regering.
Den er en del af bygningskomplekset De nordiske landes ambassader i Berlin.
Ambassadens hovedopgaver er at fremme og styrke samarbejdet mellem Danmark og Tyskland på tværs af mange forskellige områder, herunder handel og investeringer, politik og sikkerhed, kultur og uddannelse. Ambassaden arbejder også tæt sammen med tyske myndigheder og repræsentanter for det tyske samfund for at fremme samarbejde og forståelse mellem de to lande.
Ambassaden er også ansvarlig for at fremme dansk kultur i Tyskland og støtter kulturelle begivenheder og udvekslinger mellem Danmark og Tyskland. Ambassaden bidrager også til at fremme turismen til Danmark og hjælper danske borgere i Tyskland med konsulær bistand og andre services.
Danmarks ambassade i Berlin har en række afdelinger, herunder en politisk afdeling, en økonomisk afdeling, en konsulær afdeling og en presse- og kulturafdeling. Derudover har ambassaden en række underafdelinger, herunder en handelsafdeling og en innovationsafdeling.

## Tidligere ambassadører
- 1949-1966: Frants Hvass
- 1966–?: Kjeld Gustav Knuth-Winterfeldt
- 1975–?: Troels Oldenburg
- 1980-1989: Paul Henning Fischer

- 1995-2001: Bent Haakonsen
- 2001-2005: Gunnar Ortmann
- 2005-2010: Carsten Sondergaard
- 2010-2015: Per Poulsen Hansen
- 2015-2020: Friis Arne Petersen
- 2020-2024: Susanne Hyldelund
- 2024-nu: Thomas Østrup Møller